# TSG Gadebusch
Die TSG Gadebusch ist ein deutscher Sportverein aus Gadebusch im Landkreis Nordwestmecklenburg. Die Fußballabteilung ist ein Nachfolger der BSG Einheit Gadebusch, Heimstätte ist der Jahn-Sportplatz.

## Sektion Fußball
Die TSG Gadebusch wurde 1946 unter der Bezeichnung SG Gadebusch gegründet. Die Stadtverwaltung Gadebusch unterstützte die lose Sportgruppe ab 1954 als Trägerbetrieb, die BSG wurde in der Folgezeit wie alle Mannschaften der staatlichen Verwaltung innerhalb der zentralen Sportvereinigung Einheit unter der Bezeichnung Einheit Gadebusch geführt.
Auf sportlicher Ebene spielte Einheit Gadebusch ab 1954 in der drittklassigen Bezirksliga Schwerin, welche vorerst mit gesicherten Mittelfeldplätzen gehalten wurde. 1957 reichte den Mecklenburgern hinter Chemie Wittenberge und Traktor Schwerin ein dritter Rang, um in die von zwei auf fünf Staffeln aufgestockte II. DDR-Liga aufzusteigen. Die dritthöchste Spielklasse der DDR erwies sich für die  Einheit als eine Nummer zu groß, die BSG stieg mit lediglich acht Saisonpunkten wieder in den Schweriner Bezirksligabereich ab.
In der Folgezeit hielt Gadebusch die Bezirksliga mit kurzzeitigen Unterbrechungen noch bis 1985, versank im Anschluss aber in der Bedeutungslosigkeit des DDR-Fußballs. Analog zu den aufgelösten Mannschaften von Einheit Spremberg, Einheit Brandenburg oder Einheit Rostock war die eher finanzschwache Sportvereinigung Einheit auch in Gadebusch nicht in der Lage die Trägerschaft dauerhaft zu halten. In der Folgezeit agierten die Mecklenburger unter den Bezeichnungen TSG Gadebusch sowie Fortschritt Gadebusch. 1984 kehrte der Verein wieder zum Namen Einheit zurück. 1990 vollzog Gadebusch eine erneute Rückbenennung in TSG Gadebusch. Die TSG spielte bis 2009 ausnahmslos im Lokalbereich Nordwestmecklenburgs. Nach dem Aufstieg 2009 spielte die 1. Männermannschaft neun Jahre in der siebtklassigen Landesliga West. 2012/13 wurde man Meister, verzichtete allerdings auf den Verbandsliga-Aufstieg. Seit dem Abstieg 2018 spielt der Verein wieder in der Landesklasse.

### Statistik
- Teilnahme II. DDR-Liga: 1958